# STB (旅行)
STB（ステビー）とは、鉄道駅を旅行中の宿泊地として利用すること、あるいは駅で寝る旅そのものを指す。station bivouac（ステーション・ビバーク）の略。駅寝（えきね）とも称する。

## 解説
「STB」は元々登山愛好家の用語で、登山前夜に最寄の駅で宿泊し、夜明けと共に登山したことに由来すると言われる。現在では登山のみならず、経済的に旅する旅行者の間で用いられている言葉である。バス停での宿泊を「BSTB」、フェリーターミナルでの宿泊を「FTB」と呼ぶが、さらに空港ターミナルビルでの宿泊などを含め「STB」と呼ぶこともある。
国鉄末期から列車集中制御装置の導入による駅での運転扱いの廃止や人件費削減の一環として、全国で無人駅が増加、駅舎内の待合室には長椅子があり、付属する設備としてトイレ、水飲み場があり、駅前には公衆電話や自販機などが備えられていた。これは同時に、旅行者が夜露をしのぐのに十分な条件でもあった。そんな中で1987年、同年に結成されたSTB全国友の会により『STBのすすめ　北海道・信州版』（STB全国友の会：編、どらねこ工房）が刊行される。1994年には『全国版』が登場。これらは駅寝ファンの投稿記事によって編集されている。その後『STBのすすめ』は、書籍としての刊行を2000年の『定本／準備号』で終えた。その後はサイトのみで情報公開していたが2006年4月頃にはリンク切れとなり、掲示板のみが残存している。2009年秋に公式ブログが開設され、当時のSTB情報が閲覧できた（2015年6月現在消滅）。

## 利点と問題点
旅行者にとっての利点は、宿泊費が浮くことである。また、キャンプと異なりテントが必要なく荷物が減らせ、テントを張ったり撤収する手間もなく、さらには予約も必要ないため比較的自由に動ける。また、同じような旅をする者同士触れ合う機会もある。
一方で、本来宿泊施設ではない駅舎に宿泊する行為は、建造物の目的外使用のため、刑法130条の建造物侵入罪に問われる可能性があり、当然ながら警察官に職務質問を受ける可能性も高い。また、深夜帯に溜まり場として使っている暴走族とのトラブルが発生することもある。鉄道事業者は、使用方法によっては火災など保安上の問題の発生が懸念されるため、防火を呼びかけるポスターの掲示や警察・消防等と連携した巡回などを行っている。周囲に人気のない無人駅周辺では熊などの野生動物が昼夜を問わず出没しているという情報があり、駅に泊まり込んでいる人間に危害を加える可能性が懸念される。状況によっては急な退避が極めて困難な場合もあるため、注意を促す立て看板の設置や張り紙の掲出などの対応も行っている。
STBの是非については、旅行者や鉄道ファンの間でかなり意見が分かれており、否定派の中には「ホームレスと同じ」「住民に迷惑を掛ける行為」だとして、STBを嫌う人も存在する。一方で肯定派は「これこそ旅の原点」と反論したりしているが、公共の場に無断で間借りするのであるから、最低限のマナーを踏み外してならないのは言うまでもなく、場合によっては、無人駅を利用する地元民から容認されていることもある。しかし、前述の暴走族対策として鉄道会社による管理が徹底されて夜間閉鎖される駅が増え、夜行列車が深夜帯に停車する駅でもホームレスの無断宿泊防止と同様に一時締め出しをすることもある1980年代と比べてSTB出来る駅が激減しているのも事実である。
上記『STBのすすめ』では、駅寝に当たってのマナーとして、
- 最終列車が出るまで寝ない
- 駅舎内で火を使わない
- 始発列車が入るまでに去る
- ゴミはきちんとかたづける

を提唱している。
上記のようなマナー違反は保安上の懸念があるとして鉄道事業者側が対策に乗り出す事例も出ている。JR東日本は上越線土合駅の待合室内で寝泊まりをする登山客らがガスバーナーなどを持ち込んで食事の調理を行うなど、禁止されている火気が使用される事例が後を絶たず、火災発生の危険があるとして、2016年4月、待合室を閉鎖、施錠し使用禁止とした。使用再開の予定はないため、事実上の廃止と云える。土合駅については無人駅となった後、火気厳禁の張り紙を行いJR職員や警察が見回りをして保安対策を行っていたが、状況が改善されなかったという。年間約二百人前後が土合駅で寝泊まりしていると見られ、待合室以外の駅構内に宿泊する登山客らもいることから、なおも火災等保安上の問題が発生する懸念があるため、JR職員や警察が引き続き巡回し、状況が改善されない場合には新たな安全対策を検討する。また谷川岳ロープウェイ土合口駅に1997年に開設された「谷川岳ベースプラザ」（7階建て）は開設当初から6階ロビーと駐車場全体を24時間開放し、登山客らの利用に供していたが、火気を使用する客が多く危険なため、2013年から24時間開放するスペースを駐車場の1階部分のみに縮小している。
なお2010年代では、深夜に開放する有人駅はほとんど消滅したが、空港ターミナルビルにおいては、格安航空会社をはじめとした早朝・深夜便の設定により、逆に24時間開放を始めるところも出現している。

## STBが登場する作品
- 『日本縦断鈍行最終列車』（種村直樹著、徳間書店、1986年。南福岡駅での集団駅寝が写真入りで紹介されている）
- 『究極超人あ〜る』（ゆうきまさみ著、岩屋口駅（架空の駅・モデルはJR飯田線唐笠駅）で登場人物たちが蚊取り線香を焚いてシュラフで寝ているシーンがある）
- 『山を渡る -三多摩大岳部録-』（空木哲生著、2021年。甲府駅で鳳凰山を目指す登山部が前泊している）
- 待合室 (映画)